# New Zealand Kennel Club
New Zealand Kennel Club (NZKC) är Nya Zeelands nationella kennelklubb som är associerad medlem i den internationella kennelfederationen Fédération Cynologique Internationale (FCI). Den är de nyzeeländska hundägarnas intresse- och riksorganisation och för nationell stambok över hundraser. Organisationen grundades 1886. Huvudkontoret ligger i Wellington.